# Коннелли, Роберт
Ро́берт Ко́ннелли (англ. Robert Connelly; род. 15 июля 1942, Сеуикли, Пенсильвания, США) — американский математик, специалист по комбинаторной геометрии и теории структурной жёсткости (англ. Structural rigidity).

## Научная деятельность
В 1964 году получил степень бакалавра по математике в Технологическом институте Карнеги (с 1967 года называется Университетом Карнеги — Меллона). В 1969 году получил докторскую степень по математике в Мичиганском университете в Энн-Арборе, штат Мичиган. С 1969 года преподаёт в Корнеллском университете в Итаке, штат Нью-Йорк. Занимал временные позиции в Институте высших научных исследований в Бюр-сюр-Иветте во Франции в 1975—1976 и 1983 годах, в Сиракузском университете в штате Нью-Йорк в 1976—1977 годах, в Дижонском и Савойском университетах во Франции в 1984 году, в Будапештском университете в 1986, 2002, 2003, 2007 и 2008 годах, в Монреальском университете в Канаде в 1987 году, в Билефельдском университете в Германии в 1991—1992 в качестве гумбольдовского стипендиата, в Вашингтонском университете в Сиэтле в 1999—2000 годах, в Университете Калгари в Канаде в 2004 году, в Кембриджском университете в Великобритании 2005—2006 годах. С 1 января 1996 по 30 июня 1999 возглавлял математический факультет Корнеллского университета. С 1987 года и по состоянию на 2012 год является профессором математики Корнеллского университета.

## Научный вклад
Научные интересы Коннелли лежат, главным образом, в области комбинаторной геометрии и, прежде всего касаются исследования проблематики структурной жёсткости, устойчивости и изгибаемости многогранников, каркасов, напряжённых каркасов. В своих работах он использовал, в частности, энергетический метод[уточнить] и бесконечно малые изгибания высших порядков[уточнить]. Решил некоторые открытые ранее проблемы плотной упаковки и о распрямлении ломаной линии.
Коннелли наиболее известен благодаря предложенному им изгибаемому многограннику, не имеющему самопересечений. Этой конструкции был посвящён пленарный доклад на Международном математическом конгрессе (Хельсинки, 1978). Одна из моделей изгибаемого многогранника находится в Национальном музее американской истории. В честь Роберта Коннелли назван астероид 4816 (Коннелли).

## Работы, переведённые на русский язык
- P. Коннелли, Об одном подходе к проблеме неизгибаемости, в кн. под ред. А. Н. Колмогорова и С. П. Новикова: Исследования по метрической теории поверхностей. М.: Мир. 1980. С. 164—209.
- Р. Коннелли, Некоторые предположения и нерешённые вопросы в теории изгибаний. Там же. С. 228—238.

## Избранные публикации
- K. Bezdek and R. Connelly, Pushing disks apart — the Kneser-Poulsen conjecture in the plane, J. Reine Angew. Math. 553 (2002), 221—236.
- R. Connelly, Generic global rigidity, Discrete Comput. Geom. 33 (2005), no. 4, 549—563.
- R. Connelly, E.D. Demaine, and G. Rote, Straightening polygonal arcs and convexifying polygonal cycles. Discrete Comput. Geom. 30 (2003), no. 2, 205—239.
- M. Belk and R. Connelly, Realizability of graphs, Discrete Comput. Geom. 37 (2007), no. 2, 125—137.
- A. Donev, S. Torquato, F.H. Stillinger, and R. Connelly, Jamming in hard sphere and disk packings, J. Appl. Phys. 95 (2004), no. 3, 989—999.
- R. Connelly, The rigidity of polyhedral surfaces, Math. Mag. 52 (1979), no. 5, 275—283.
- R. Connelly, Rigidity. Handbook of convex geometry, Vol. A, 223—271, North-Holland, Amsterdam, 1993. ISBN 0-444-89597-3